# Eleições legislativas na Áustria em 1970
As eleições legislativas austríacas de 1970 foram realizadas a 1 de Março. Os resultados deram a vitória ao Partido Socialista da Áustria, que, também, pela primeira vez, se tornou o partido com mais deputados, apesar de, não ter conseguido a maioria absoluta. Apesar de falhar a maioria absoluta, Bruno Kreisky, líder do Partido Socialista da Áustria, formou um governo minoritário , apoiado pelo Partido da Liberdade da Áustria, em troca de uma nova lei eleitoral.

## Resultados Oficiais
| Partido                     | Partido                          | Votos     | %               | +/-   | Deputados | +/-     |
| --------------------------- | -------------------------------- | --------- | --------------- | ----- | --------- | ------- |
|                             | Partido Socialista               | 2 221 981 | 48,42 / 100,00  | 5,86  | 81 / 165  | 7       |
|                             | Partido Popular                  | 2 051 012 | 44,69 / 100,00  | 3,66  | 78 / 165  | 7       |
|                             | Partido da Liberdade             | 253 425   | 5,52 / 100,00   | 0,17  | 6 / 165   | Estável |
| Barreira Eleitoral de 4,00% |                                  |           |                 |       |           |         |
|                             | Partido Comunista                | 44 750    | 0,98 / 100,00   | 0,57  | 0 / 165   | Estável |
|                             | Partido Democrático Progressista | 14 925    | 0,33 / 100,00   | 2,95  | 0 / 165   | Estável |
|                             | Partido Nacional Democrático     | 2 631     | 0,06 / 100,00   | Novo  | 0 / 165   | Novo    |
|                             | Pela Humanidade, Lei e Liberdade | 237       | 0,01 / 100,00   | Novo  | 0 / 165   | Novo    |
| Votos inválidos             | Votos inválidos                  | 41 890    | 0,90 / 100,00   | 0,24  |           |         |
| Total                       | Total                            | 4 630 851 | 100,00 / 100,00 |       | 165 / 165 |         |
| Eleitorado/Participação     | Eleitorado/Participação          | 5 045 841 | 91,78 / 100,00  | 2,02  |           |         |
| Fonte                       | Fonte                            | [ 2 ]     | [ 2 ]           | [ 2 ] | [ 2 ]     | [ 2 ]   |